# Tumpukrenteng
Tumpukrenteng is een bestuurslaag in het regentschap Malang van de provincie Oost-Java, Indonesië. Tumpukrenteng telt 4584 inwoners (volkstelling 2010).